# Gare de Quesnoy-le-Montant
Gare de Quesnoy-le-Montant vasútállomás Franciaországban, Quesnoy-le-Montant településen.

## Vasútvonalak
Az állomást az alábbi vasútvonalak érintik:
- Abbeville-Eu-vasútvonal

## Kapcsolódó állomások
A vasútállomáshoz az alábbi állomások vannak a legközelebb:
- Gare d’Abbeville
- Gare d’Acheux-Franleu